# Episodi di Tutti al college (seconda stagione)
La seconda stagione della serie televisiva Tutti al college è stata trasmessa in anteprima negli Stati Uniti d'America dalla NBC tra il 6 ottobre 1988 e il 4 maggio 1989.
| nº | Titolo originale                       | Titolo italiano                          | Prima TV USA     | Prima TV Italia |
| -- | -------------------------------------- | ---------------------------------------- | ---------------- | --------------- |
| 1  | Dr. War Is Hell                        | L'inferno del dottor War                 | 6 ottobre 1988   |                 |
| 2  | Two Gentlemen of Hillman               | I due gentiluomini della Hillman         | 13 ottobre 1988  |                 |
| 3  | Some Enchanted Late Afternoon          | Un tardo pomeriggio magico               | 27 ottobre 1988  |                 |
| 4  | Dream Lover                            | Un ragazzo da sogno                      | 3 novembre 1988  |                 |
| 5  | Three Girls Three                      | Gara di canto                            | 10 novembre 1988 |                 |
| 6  | If You Like Pilgrim Coladas            | Ti piace la Pilgrim Colada?              | 17 novembre 1988 |                 |
| 7  | A Stepping Stone                       | La coreografia                           | 1º dicembre 1988 |                 |
| 8  | Life with Father                       | Vita col padre                           | 8 dicembre 1988  |                 |
| 9  | All's Fair                             | Tutto è concesso                         | 15 dicembre 1988 |                 |
| 10 | Radio Free Hillman                     | Radio Hillman libera                     | 5 gennaio 1989   |                 |
| 11 | It Happened One Night                  | Accadde una notte                        | 12 gennaio 1989  |                 |
| 12 | I've Got the Muse in Me                | La musa in me                            | 26 gennaio 1989  |                 |
| 13 | Risky Business                         | Galateo aziendale                        | 2 febbraio 1989  |                 |
| 14 | Breaking Up Is Hard to Do              | È difficile dirsi addio                  | 9 febbraio 1989  |                 |
| 15 | For She's Only a Bird in a Gilded Cage | È solo un uccellino in una gabbia dorata | 23 febbraio 1989 |                 |
| 16 | It's Greek to Me                       | La confraternita                         | 2 marzo 1989     |                 |
| 17 | The Thing About Women                  | Così sono le donne                       | 9 marzo 1989     |                 |
| 18 | High Anxiety                           | Alta tensione                            | 16 marzo 1989    |                 |
| 19 | Take This Job and Love It              | Ama il lavoro che fai                    | 23 marzo 1989    |                 |
| 20 | No Means No                            | No significa no                          | 30 marzo 1989    |                 |
| 21 | Citizen Wayne                          | Vota Wayne!                              | 27 aprile 1989   |                 |
| 22 | There's No Place Like Home             | Casa dolce casa                          | 4 maggio 1989    |                 |